# Magda Olivero
Magda Olivero, pseudonimo di Maria Maddalena Olivero (Saluzzo, 25 marzo 1910 – Milano, 8 settembre 2014), è stata un soprano italiano.
Da considerarsi come «una fra le più celebri [cantanti] della storia della nostra musica» lirica, ha rappresentato «un importante punto di congiunzione tra l'era dei compositori del verismo e il teatro d'opera moderno».

## Biografia

### Inizi e primo ritiro
Nata a Saluzzo dal magistrato Federico Olivero e da Adele Ravarono, svolse studi musicali completi (pianoforte, armonia e composizione) diplomandosi in pianoforte al Conservatorio Giuseppe Verdi di Torino, per proseguire poi con quelli di canto, sempre nel capoluogo piemontese, con il maestro Luigi Gerussi, allora direttore della Scuola per solisti dell’EIAR, il quale ne aveva individuato le qualità in occasione di un provino fallito presso l'ente di radiodiffusione progenitore della RAI. Fu proprio presso l'EIAR che avvenne il debutto radiofonico della Olivero, nel dicembre del 1932, come Maria di Magdala nell'oratorio I misteri dolorosi di Nino Cattozzo (1886-1961), cui fecero seguito altre interpretazioni sempre alla radio, che continuò comunque ad essere, anche in prosieguo di tempo, uno strumento rilevante nell'attività artistica della cantante. Il debutto teatrale ebbe invece luogo nel mese di ottobre dell'anno seguente al Teatro Vittorio Emanuele, ancora a Torino, nel personaggio di Lauretta nel Gianni Schicchi di Puccini. Negli anni successivi la carriera della Olivero si sviluppò nei teatri di tutta Italia, spesso anche in piazze non proprio di primo rilievo, affrontando principalmente personaggi del repertorio pucciniano e, più in generale, naturalista (Mascagni, Giordano, Cilea, Alfano, Wolf-Ferrari, Zandonai), ma anche Gilda, Violetta, Margherita del Faust di Gounod e Manon di Massenet, nonché, nel 1937, perfino ruoli monteverdiani minori, Zerlina nel Don Giovanni di Mozart e addirittura Elsa in due recite del Lohengrin di Wagner al Teatro dell'Opera di Roma. La Olivero non mancò inoltre di cimentarsi in numerose produzioni italiane contemporanee, con musiche di autori come Mario Barbieri (1888-1968), Felice Lattuada (prima assoluta de La Caverna di Salamanca, 1938), Riccardo Pick-Mangiagalli, Giuseppe Mulè e Armando La Rosa Parodi (prima assoluta radiofonica de Il mercante e l'avvocato, 1934). Dopo i successi riscossi nel corso degli anni '30, che pure non le valsero i vertici assoluti della scena lirica nazionale, la sua carriera sembrò interrompersi definitivamente nel 1941, anno del suo matrimonio con l'industriale Aldo Busch, lasciando solo spazio, negli anni del dopoguerra, ad una limitata attività concertistica.

### Ripresa della carriera

Magda Olivero in Fedora con Mario del Monaco, Napoli, 1965

Dieci anni dopo, però, nel febbraio del 1951, a richiesta generale, ed in particolare dopo le insistenze da parte di Francesco Cilea perché accettasse di interpretare di nuovo la sua Adriana Lecouvreur, ruolo per il quale la riteneva insostituibile, la Olivero tornò a calcare le scene riprendendo tale parte con grande successo al Teatro Grande di Brescia e a Trieste, e facendone in seguito il principale tra i suoi cavalli di battaglia.
Da quel momento la Olivero apparve nei teatri d'opera di tutta Italia e, soprattutto a partire dal decennio 1960-1970, anche del resto del mondo (Europa, Egitto, Stati Uniti, America Latina), ma mai in istituzioni di primissimo piano come la Royal Opera House di Londra o l'Opéra di Parigi, soltanto una volta (e per una sola serata) alla Staatsoper di Vienna, e rarissimamente alla Scala (appena tre produzioni nei suoi secondi trent'anni di carriera, per non più di una ventina di spettacoli in tutto). La Olivero privilegiò decisamente il repertorio pucciniano e verista, riprendendo personaggi già interpretati, come Mimì nella Bohème, Liù nella Turandot, Manon Lescaut, Madama Butterfly, Suor Angelica, Francesca da Rimini, ed affrontandone di nuovi come Minnie ne La fanciulla del West, Giorgetta ne Il tabarro, e i ruoli eponimi nella Tosca, nell'Iris di Mascagni, nella Fedora di Giordano, ne La Wally di Catalani. Riprese immediatamente la sua leggendaria Violetta, già affrontata nella prima parte della carriera, che per un decennio ancora canterà un po' ovunque in Europa, e mantenne sempre in repertorio anche il Mefistofele di Boito. Continuò inoltre a dare largo spazio alla musica novecentesca e contemporanea, sia pure non d'avanguardia (autori come Gottfried von Einem, Leoš Janáček, Gian Francesco Malipiero, Gian Carlo Menotti, Francis Poulenc, Ottorino Respighi, Nino Rota, Henri Sauguet), partecipando anche a diverse prime assolute: la Santa Rita da Cascia di Angelo Costaguta, nel ruolo eponimo, al Carlo Felice di Genova nel 1954, La Guerra di Renzo Rossellini (Marta) al San Carlo nel 1956, La Celestina di Flavio Testi (Melibea) alla Pergola nel 1963, e Lode alla Trinità, pezzo per soprano/voce recitante e archi di Gerardo Rusconi alla RAI di Torino nel 1972.
Nel 1967, intanto, aveva debuttato negli Stati Uniti d'America, all'Opera di Dallas: non essendo stato possibile, per sopravvenute ragioni tecniche, mettere in scena l'opera originariamente prevista, La fanciulla del West, la direzione del teatro, su suggerimento del direttore musicale e suo grande estimatore, il maestro Nicola Rescigno, le propose, come alternativa, di affrontare la Medea di Luigi Cherubini. Si trattava non solo di un'opera completamente estranea al suo repertorio consueto, ma essa vantava a Dallas il formidabile precedente della produzione del 1958, nella quale Maria Callas aveva furoreggiato in uno dei suoi grandi ruoli d'elezione, al fianco di Jon Vickers e Teresa Berganza, per la bacchetta dello stesso Rescigno. Dopo alcune titubanze, la Olivero accettò di misurarsi con il nuovo personaggio (e con l'illustre precedente, per di più nello stesso allestimento) e la riuscita di critica e di pubblico fu addirittura eccezionale. L'esperto musicale del «Dallas Morning News», John Ardoin (1935–2001), un callasiano di ferro, rimase addirittura sbalordito: «Callas o non Callas, Magda Olivero ha dato una personalissima impronta a questo ruolo»; e poi: «il suo modo di entrare a fondo nel personaggio può essere diverso, il risultato finale ha molto della stessa incandescente presa»; ed infine: «dopo l'abdicazione di Maria Callas, Magda Olivero è la più grande attrice-cantante dei nostri giorni». Il successo riscosso contribuì a legare la Olivero al teatro texano, dove ricomparve l'anno successivo come Fedora, nel 1970 come Giorgetta e in un concerto di gala nella cui seconda parte figurava La voix humaine di Poulenc (che la Olivero per la prima volta eseguiva in francese), e nel 1974, come Tosca (avendo tra gli spettatori un'ammirata Marilyn Horne). La parte di Medea fu ripresa nel 1968 al Music Hall Theater di Kansas City, nel 1971 al Concertgebouw di Amsterdam, in forma di concerto, ed infine, nello stesso anno, al Teatro Sociale di Mantova.
Negli Stati Uniti, oltre che a Dallas, comparve quindi su diverse piazze minori della costa orientale e fece la sua prima apparizione a New York, nel 1971, alla Philharmonic Hall, interpretando alcune arie di Puccini e Cilea e cimentandosi di nuovo, nel secondo tempo, ne La voix humaine. Finalmente, nel 1975, all'età di sessantacinque anni, grazie anche alle insistenze di Marilyn Horne sulla direzione del teatro, ella fu per la prima volta ingaggiata dal Metropolitan Opera House di New York per sostenere la parte di Tosca, "come rincalzo dell'ultimo momento nei confronti di Birgit Nilsson", avendo quest'ultima dato forfait. Le sue tre sole rappresentazioni provocarono un enorme scalpore, venendo salutate da interminabili ovazioni da parte del pubblico, e sono state in seguito avvolte dall'alone della "leggenda". Il suo saluto finale al pubblico del Met è stato così raccontanto in una recente storia del massimo teatro lirico newyorkese:
(Charles e Mirella Jona Affron, Grand Opera: The Story of the Met, p. 266)
La cantante si produrrà negli USA ancora per i successivi cinque anni, apparendo anche all'Opera di San Francisco, nelle stagioni 1978-1979 e 1979-1980.

### Ultimi anni

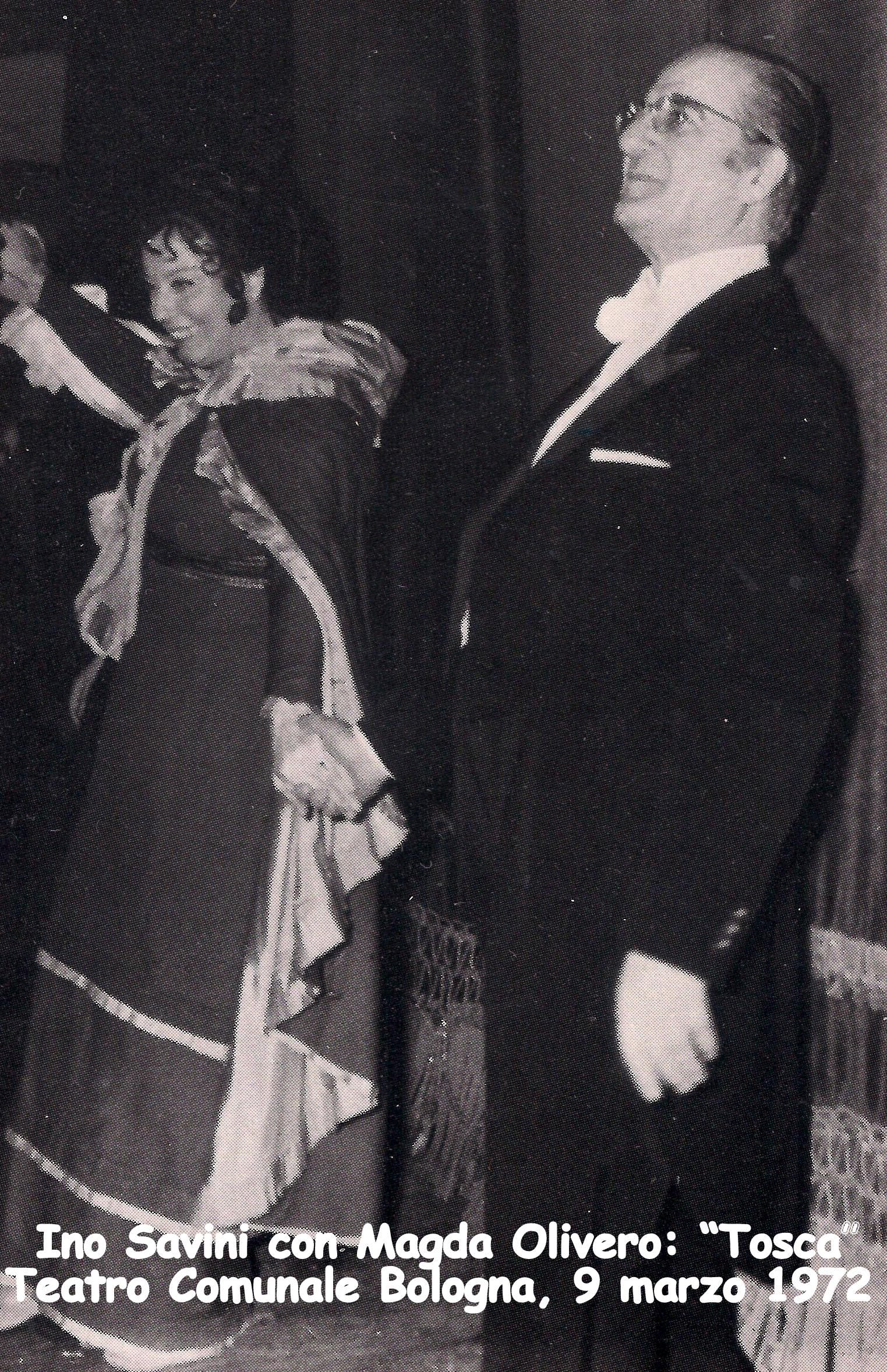

Dopo aver affrontato per l'ultima volta un personaggio nuovo nel 1977 al Teatro San Carlo di Napoli, come Claire Zachanassian, protagonista de La visita della vecchia signora di Gottfried von Einem, il ritiro dal palcoscenico avvenne di fatto nel 1981, ancora con La voce umana di Poulenc, al Teatro Filarmonico di Verona. La sua carriera non s'interruppe però ufficialmente mai e le sue esibizioni concertistiche in pubblico sono proseguite fino all'inizio degli anni '90. Nel 1993 ha inciso, a Milano, una selezione di Adriana Lecouvreur, a sessantun anni dal debutto. All'età di ottantasei anni ha eseguito il monologo di Adriana Lecouvreur nel film Opera Fanatic di Jan Schmidt-Garre.  Nell'aprile 2009, a novantanove anni compiuti, nella grande sala di Palazzo Cusani di Milano, Magda Olivero ha voluto intonare «Paolo, datemi pace» dalla Francesca da Rimini di Zandonai, sbalordendo il pubblico presente.
Nel 2010, in occasione del raggiungimento del traguardo dei cent'anni, le è stata dedicata un'intera trasmissione del programma televisivo Loggione in onda su Canale 5. Per il centesimo compleanno è stata anche festeggiata il 14 aprile 2010 dal Teatro Regio di Torino. Il 7 maggio dello stesso anno ha partecipato al programma Cominciamo bene - Prima su Rai 3 condotto da Pino Strabioli, insieme al pianista Arturo Annecchino.
È morta a Milano l'8 settembre 2014 all'età di centoquattro anni. Un anno dopo la giunta comunale di Milano ha deliberato la tumulazione delle sue spoglie mortali nella cripta del Famedio del Cimitero Monumentale.
(Giancarlo Landini - Dizionario Biografico degli Italiani - 2017)

## Vocalità e interpretazione
«Spesso definita "l'ultimo soprano verista", la Olivero è stata un'artista la cui totale immersione nei personaggi si è combinata con una sbalorditiva longevità vocale così da guadagnarle uno status di leggenda tra gli amanti del canto di espressione.» Con queste parole il grande estimatore della cantante, Ira Siff, condensa il suo giudizio nell'articolo pubblicato in occasione della morte della Olivero.
Secondo Stefan Zucker, intervistatore delle anziane dive protagoniste del film Opera Fanatic citato, e altro ammiratore incondizionato della Olivero, la cantante si era fatta le ossa su Cilea e su altri compositori veristi oggi dimenticati, ed è stata l'ultima a poter vantare un simile retroterra. Per l'esperto americano di canto lirico, lei era il distillato e l'esemplificazione di un'intera tradizione. «Da Gemma Bellincioni a Lina Bruna Rasa, l'epoca del verismo fu esaltata da ardenti attrici vocali. Diversamente dalla Olivero, però, poche erano anche musiciste consumate, capaci attraverso il rubato [...], di trasmettere la tensione o la quiete della musica. Di più, il suo era il "cantar che nell'anima si sente".» Tuttavia, a differenza che in Italia, sempre secondo Zucker, negli Stati Uniti la Olivero non fu mai pienamente apprezzata dalla critica musicale, alcuni esponenti della quale, come Alan Rich («The New York Times» e altre testate) e Barton Wimble («New York Daily News»), addirittura  «scrissero di lei in termini di derisione, giudicando la sua vocalità alla stregua di quella di Florence Foster Jenkins, e il suo stile come sovraccarico e kitch.»
Anche in Italia del resto, non sono mancati gli antipatizzanti, sia pure forse non nei termini offensivi di qualche americano. Nel suo L'opera in CD e video. Guida all'ascolto, ad esempio, Elvio Giudici mostra di non apprezzare né lo stile né le caratteristiche vocali della cantante lungo tutto il corso delle sue interpretazioni, quali testimoniate dalle registrazioni discografiche. Recensendo in particolare un'incisione dal vivo della Manon Lescaut del 1964, Giudici scrive: «Non c'è dubbio che Magda Olivero esprima in ciascuna delle sue testimonianze discografiche [...] una personalità teatrale d'eccezione [...] Neppure c'è dubbio, tuttavia, che l'espressività del suo accento richiami il gusto tipico del periodo tra le due guerre [...] Epoca in cui, ahimè, da noi imperava il teatro borghese e quello dannunziano; [...] e la musica consumava gli ultimi scampoli della corrente verista, che in mancanza di alimento nuovo rivisitava interpretativamente il periodo e gli autori precedenti.» Nello stile della Olivero, secondo Giudici, 
(Elvio Giudici, L'opera in CD, 1995, p. 582)

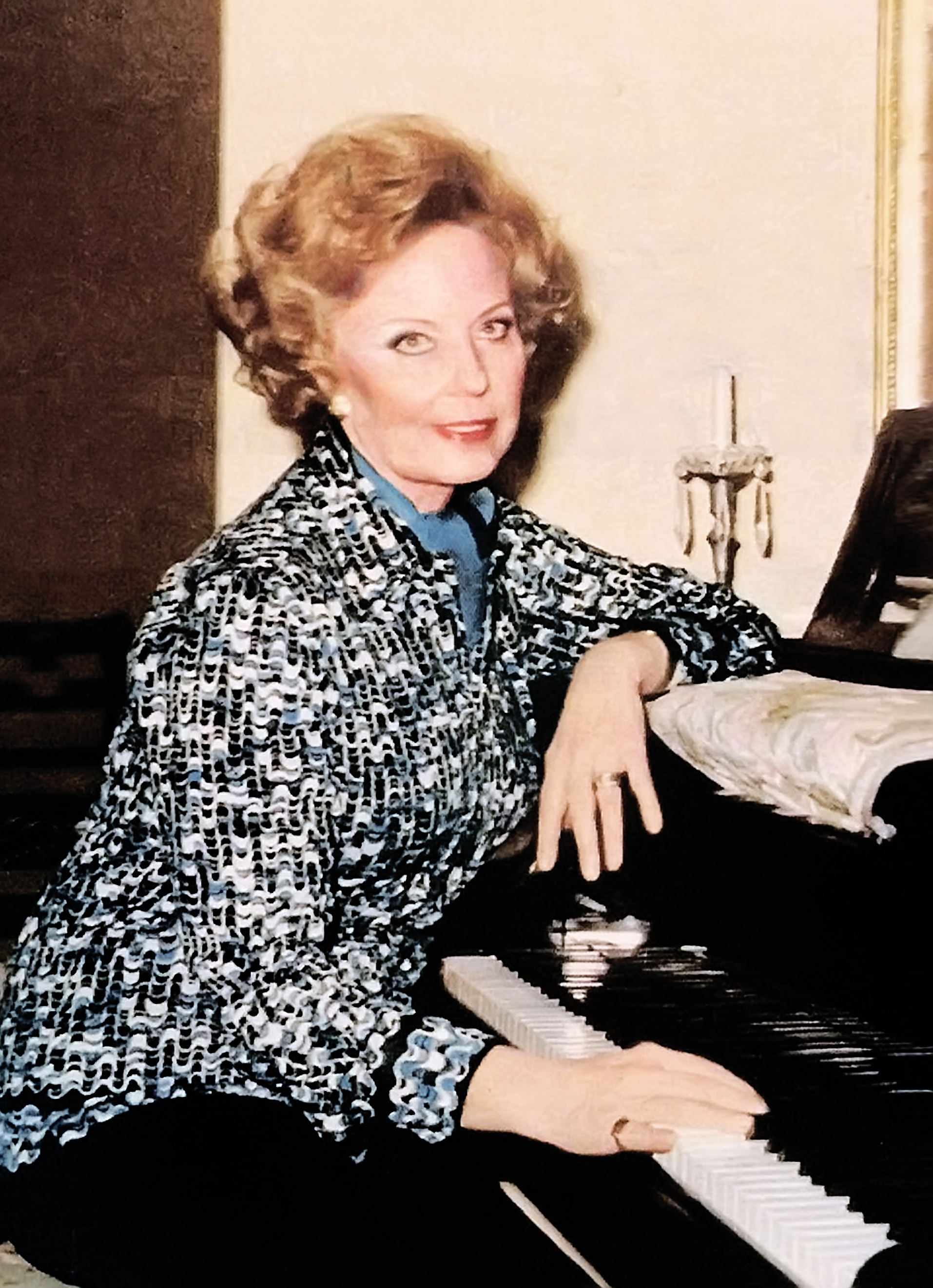
Magda Olivero, 1972

Le caratteristiche artistiche della Olivero sono state invece così riassunte nell'articolo commemorativo apparso anonimo sul quotidiano «Il Giorno» in occasione della sua morte.
( Morta il soprano Magda Olivero, successi dal Musichiere al Metropolitan, in Il Giorno, Milano, 8 settembre 2014. URL consultato il 28 marzo 2020.)
Secondo Marilyn Horne, la "superstar" Olivero «in pratica dava lezioni di recitazione e di canto mentre era in palcoscenico; onestamente, si poteva imparare di più dall'assistere a una [sua] rappresentazione che non dalla lettura della maggior parte dei libri scritti sull'argomento». Sulla stessa linea il ritratto delineato dal direttore musicale della Dallas Opera, Emanuel Villaume, in occasione della morte della cantante:

## Repertorio
Il presente repertorio è stato compilato prendendo a base i dati riportati da Giancarlo Landini nella voce  Olivero, Maria Maddalena, detta Magda, sul Dizionario Biografico degli Italiani (2017), ed integrandoli con quelli forniti da Elio Battaglia e Mario Morini negli articoli indicati in bibliografia (eventualmente facendo anche riferimenti in nota a piè di pagina):
- Franco Alfano
  - Cyrano de Bergerac (Rossana)
  - La leggenda di Sakùntala (Anùsuya,[34] Sakùntala[35]
  - Risurrezione (Katiusha Mikailovna)
  - L'ultimo lord (Freddie)[36]
- Mario Barbieri (1888-1968)
  - Alcassino e Nicoletta (?)
- Georges Bizet
  - Carmen (Micaela)[37]
- Arrigo Boito
  - Mefistofele (Margherita)
- Pëtr Il'ič Čajkovskij
  - Mazepa  (Maria)
  - La dama di picche (La contessa)
- Alfredo Catalani
  - La Wally (Wally)
- Nino Cattozzo (1886-1961)
  - I misteri dolorosi (Maria Maddalena)
- Luigi Cherubini
  - Medea (Medea)
- Francesco Cilea
  - Adriana Lecouvreur (Adriana)
- Angelo Costaguta
  - Santa Rita da Cascia (Santa Rita, prima assoluta)
- Gaetano Donizetti
  - La favorita (Ines)
- Gottfried von Einem
  - Der Besuch der alten Dame (Claire Zachanassian)
- Sandro Fuga
  - Confessione (Maria, prima rappresentazione scenica)
- Ottorino Gentilucci (1910-1975)
  - Don Ciccio, ovvero La trappola (Carmela)[37]
- Umberto Giordano
  - Fedora (Fedora)
  - Marcella (Marcella)
  - Mese mariano (Carmela)
- Charles Gounod
  - Faust (Margherita)[38]
- Arthur Honegger e Jacques Ibert
  - L'Aiglon (Franz, in travesti)[38]
- Leoš Janáček
  - Jenůfa (Kostelnička Buryjovka)
- Armando La Rosa Parodi
  - Cleopatra (Cleopatra)
  - Il mercante e l’avvocato (Bettina, prima assoluta)[39]
- Franco Langella
  - Assunta Spina (Assunta Spina)
- Felice Lattuada
  - La caverna di Salamanca (Leonarda, prima assoluta)
- Gian Francesco Malipiero
  - Filomela e l'infatuato (Filomela)
  - Mondi celesti e infernali (Medea/Poppea/Maria/Giulietta/Rosaura, première scenica)
  - Orfeide: Sette canzoni (la madre pazza)
- Pietro Mascagni
  - Iris  (Iris)
  - Cavalleria rusticana (Santuzza)
  - L'amico Fritz (Suzel)
- Jules Massenet
  - Manon (Manon)
  - Werther (Charlotte)
- Gian Carlo Menotti
  - The Medium (Madame Flora)
- Claudio Monteverdi
  - Il ballo delle ingrate (Amore)[40]
  - Combattimento di Tancredi e Clorinda (Clorinda)
  - L'incoronazione di Poppea (damigella)[41]
- Wolfgang Amadeus Mozart
  - Don Giovanni (Zerlina)
- Giuseppe Mulè
  - La monacella della fontana (Marù)
- Errico Petrella
  - I promessi sposi (Lucia)
- Riccardo Pick-Mangiagalli
  - Notturno romantico (La contessa Elisa)
- Francis Poulenc
  - I dialoghi delle Carmelitane (suor Maria, la priora del Carmelo)
  - La voce umana (La donna)
- Giacomo Puccini
  - Manon Lescaut (Manon)
  - La bohème (Mimì)
  - Tosca (Floria Tosca)
  - Madama Butterfly (Cio-Cio-San)
  - La fanciulla del West (Minnie)
  - Il tabarro (Giorgetta)
  - Suor Angelica (Suor Angelica, Suor Genoveffa[42])
  - Gianni Schicchi (Lauretta)
  - Turandot (Liù)
- Ottorino Respighi
  - Maria Egiziaca (Un compagno/La voce dell'angelo/La cieca)[43]
- Renzo Rossellini
  - La guerra (Marta)
- Nino Rota
  - Il cappello di paglia di Firenze (La baronessa di Champigny)
- Gerardo Rusconi
  - Lode alla Trinità (Santa Caterina da Siena, soprano e voce recitante, prima interprete assoluta)
- Henri Sauguet
  - La Voyante (cantata per soprano e 10 strumenti)
- João de Sousa Carvalho
  - Penelope nella partenza da Sparta (Penelope)
- Richard Strauss
  - Il cavaliere della rosa (Sofia)[38]
- Flavio Testi
  - La Celestina (Melibea, prima assoluta)
- Giuseppe Verdi
  - Falstaff (Alice, Nannetta)[37]
  - La traviata (Violetta)
  - Rigoletto (Gilda)
  - Nabucco (Anna)
- Richard Wagner
  - Lohengrin (Elsa)
- Ermanno Wolf-Ferrari
  - L'amore medico (Lisetta)[44]
  - I quatro rusteghi (Felice)
  - La vedova scaltra (Rosaura)
  - Il campiello (Gnese, Lucieta)
- Riccardo Zandonai
  - Francesca da Rimini (Francesca)
  - Giulietta e Romeo (Giulietta)

## Discografia
Magda Olivero ha registrato molto poco in studio, se escludiamo i 78 giri della prima parte della carriera (tra cui la celebre incisione dell'aria del primo atto della Traviata). Come opere complete rimangono solo Turandot (Cetra 1938) e Fedora (Decca 1969). Sempre per la Decca nel 1969 ha registrato una selezione della Francesca da Rimini. Nel 1970 ha inciso inoltre l'album di arie sacre Quando il canto è preghiera per la casa discografica Ariston. Assai nutrita è invece la discografia dal vivo. Nel 1996, per l'etichetta Fan Club, fu pubblicato un CD antologico dal titolo Magda Olivero in concert. 1962 - 1972. Concertgebouw Amsterdam. Esso doveva essere il primo di una collezione delle registrazioni dal vivo in possesso della stessa Olivero e del suo collaboratore Denis Robert, anche curatore dell'edizione. La nuova situazione dell'editoria musicale nell'epoca di Internet ha però indotto Robert a non procedere oltre il primo CD ed a riversare invece tutta la collezione in un canale YouTube da lui diretto, The Magda Olivero Archives, che presenta oggi oltre cento video, corredati di foto della cantante.

### Incisioni in studio

#### Opere
- Giacomo Puccini, Turandot - Gina Cigna, Francesco Merli, Magda Olivero, Luciano Neroni, Gino Del Signore, Dir. Franco Ghione - 1938 Cetra
- Umberto Giordano, Fedora - Magda Olivero, Mario Del Monaco, Tito Gobbi, Virgilio Carbonari, Piero De Palma, Dir. Lamberto Gardelli - 1969 Decca
- Riccardo Zandonai, Francesca da Rimini (sel.) - Magda Olivero, Mario Del Monaco, Dir. Nicola Rescigno - 1969 Decca

#### Brani singoli
- Arie e romanze varie - 1939-1953 Cetra:[47]
  - Adriana Lecouvreur, "Poveri fiori" e "Io son l'umile ancella"
  - Mefistofele, L'altra notte in fondo al mare"
  - L'amico Fritz, duetto delle ciliegie (parte I e II), con Ferruccio Tagliavini
  - La traviata, Scena ed aria di Violetta, finale atto I (parte I e II) e "Amami Alfredo"
  - La bohème, "Mi chiamano Mimì" e "Donde lieta uscì"
  - Tosca, "Vissi d'arte"
  - Turandot, "Signore ascolta" e "Tu che di gel sei cinta"
  - Manon Lescaut , "In quelle trine morbide" e "Sola perduta e abbandonata"
  - Suor Angelica, "Senza mamma"
  - Louise, "Da quel dì"
  - Risurrezione, "Dio pietoso"
  - Manon, "Addio, o nostro picciol desco"
  - Loreley, "Amor, celeste ebbrezza"
  - Iris, "Un dì ero piccina"
  - Gianni Schicchi, "O mio babbino caro"
- Quando il canto diventa preghiera, canti religiosi di Stradella, Haendel, Bach, Mozart, Gounod, Mercandante, Franck, Bizet; organo: Francesco Catena - 1970 Ariston Records[48]

### Registrazioni dal vivo (selezione)
- Pëtr Il'ič Čajkovskij, Mazepa (in ital) - Magda Olivero, Ettore Bastianini, Boris Christoff, Mariana Radev, dir. Ionel Perlea - Firenze 1954 ed. Cetra/GOP/Melodram
- Pietro Mascagni, Iris  - Magda Olivero, Salvatore Puma, Giulio Neri, Dir. Angelo Questa - Torino-RAI 1956 ed. Cetra
- Giacomo Puccini, Tosca - Magda Olivero, Eugenio Fernandi, Scipio Colombo, Piero De Palma, Coro e Orchestra Sinfonica di Milano della Radiotelevisione Italiana, Dir. Emidio Tieri - Milano-RAI 1957 ed. Movimento Musica/IDIS
- Riccardo Zandonai, Francesca da Rimini - Magda Olivero, Mario Del Monaco, Dir. Gianandrea Gavazzeni - La Scala 1959 ed. legato Classics/Myto
- Francesco Cilea, Adriana Lecouvreur - Magda Olivero, Franco Corelli, Giulietta Simionato, Ettore Bastianini, Dir. Mario Rossi - Napoli 1959 ed. Melodram/Phoenix
- Renzo Rossellini, La guerra - Magda Olivero, Giacinto Prandelli, Nicoletta Panni, Walter Alberti, Dir. Massimo Freccia - RAI-Roma 1960 ed. Eklipse
- Giacomo Puccini, Madama Butterfly - Magda Olivero, Renato Cioni, Mario Zanasi, Dir. Nicola Rescigno - Napoli 1961 ed. GOP/Opera D'Oro
- Jules Massenet, Werther  - Magda Olivero, Agostino Lazzari, Saturno Meletti, Nicoletta Panni, Dir. Mario Rossi - Torino-RAI 1963 ed. Melodram
- Francesco Cilea - Adriana Lecouvreur - Magda Olivero, Juan Oncina, Adriana Lazzarini, Sesto Bruscantini. Dir. Oliviero De Fabritiis - Edimburgo 1963 ed. Testament
- Pietro Mascagni, Iris - Magda Olivero, Luigi Ottolini, Renato Capecchi, Dir. Fulvio Vernizzi - Amsterdam 1963 ed. GOP/Opera D'Oro
- Arrigo Boito, Mefistofele - Cesare Siepi, Flaviano Labò, Magda Olivero, Rita Orlandi Malaspina - Dir. Francesco Molinari Pradelli - Rio de Janeiro 1964 ed. House of Opera
- Giacomo Puccini, Tosca - Magda Olivero, Flaviano Labò, Giangiacomo Guelfi, dir. Francesco Molinari Pradelli - Rio de Janeiro 1964 ed. Opera Lovers
- Giacomo Puccini, Manon Lescaut - Magda Olivero, Umberto Borsò, Fernandino Lidonni, Giovanni Foiani, Dir. Fulvio Vernizzi - Amsterdam 1964 ed. Eklipse/House of Opera
- Francesco Cilea, Adriana Lecouvreur - Magda Olivero, Juan Oncina, Anna Maria Rota, Mario Basiola, Dir. Oliviero De Fabritiis - Milano-RAI 1965 ed. Edizione Lirica
- Francesco Cilea, Adriana Lecouvreur - Magda Olivero, Ferrando Ferrari, Mimi Aarden, Renato Capecchi, Dir. Fulvio Vernizzi - Amsterdam 1965 ed. Première Opera
- Giacomo Puccini, La Fanciulla del West - Magda Olivero, Gastone Limarilli, Lino Puglisi, Dir. Arturo Basile - Trieste 1965 ed. Nuova Era
- Giacomo Puccini - La fanciulla del west - Magda Olivero, Gastone LImarilli, Anselmo Colzani, Dir. Fernando Previtali - Torino 1966 ed. Lyric Distribution
- Giacomo Puccini, La Fanciulla del West - Magda Olivero, Daniele Barioni, Giangiacomo Guelfi, Dir. Oliviero De Fabritiis - Venezia 1967 ed. Myto
- Luigi Cherubini, Medea - Magda Olivero, Bruno Prevedi, Graziella Sciutti, Bianca Maria Casoni, Dir. Nicola Rescigno - Dallas 1967 ed. GOP
- Umberto Giordano, Fedora - Magda Olivero, Giuseppe Di Stefano, Guido Mazzini, Dir. Napoleone Annovazzi - Lucca 1969 ed. GDS/GOP
- Ermanno Wolf-Ferrari, I quatro rusteghi - Magda Olivero, Nicola Rossi-Lemeni, Fedora Barbieri, Agostino Lazzari, Dir. Ettore Gracis - Torino 1969 ed. Gala/Opera D'Oro
- Giacomo Puccini, Il tabarro - Magda Olivero, Aldo Bottion, Giulio Fioravanti, Dir. Gaetano Delogu - Firenze 1970 ed. Legato Classics/Premere Opera
- Giacomo Puccini, Manon Lescaut - Magda Olivero, Plácido Domingo, Giulio Fioravanti, Dir. Nello Santi - Verona 1970 ed. House of Opera/Opera D'Oro
- Franco Alfano, Risurrezione - Magda Olivero, Giuseppe Gismondo, Antonio Boyer, Anna Di Stasio, Dir. Elio Boncompagni - RAI Torino 1971 ed. Première Opera/SRO/Gala
- Luigi Cherubini, Medea - Magda Olivero, Angelo Lo Forese, Loris Gambelli, Elena Baggiore, dir. Nicola Rescigno - Mantova 1971 ed. Myto
- Arrigo Boito, Mefistofele - Cesare Siepi, Giorgio Merighi, Magda Olivero, Dir. Nello Santi - Macerata 1972 ed. Première Opera
- Giacomo Puccini, Manon Lescaut - Magda Olivero, Richard Tucker, Vicente Sardinero, Dir. Michelangelo Veltri - Caracas 1972 ed. Legato Classics/Rodolphe
- Alfredo Catalani, La Wally - Magda Olivero, Amedeo Zambon, Silvano Carroli, Dir. Ferruccio Scaglia - Bergamo 1972 ed. Opera D'Oro
- Giacomo Puccini, Tosca - Magda Olivero, Giuseppe Giacomini, Aldo Protti, Coro e Orchestra del Teatro Comunale di Bologna, Dir. Ino Savini - Faenza 1972 ed. Bongiovanni/Première Opera
- Francesco Cilea, Adriana Lecouvreur - Magda Olivero, Placido Domingo, Maria Luisa Nave, Enzo Sordello, Dir. Alfredo Silipigni - Newark 1973 ed. Legato Classics/Première Opera
- Leoš Janáček, Jenůfa - Grace Bumbry, Magda Olivero, Robleto Merolla, Renato Cioni, Dir. Jerzy Semkov - La Scala 1974 ed. Myto
- Giacomo Puccini, Tosca - Magda Olivero, James King, Ingvar Wixell, Charles Anthony Caruso, Dir. Jan Behr - Met 1975 ed. Mitridate Ponto/Opera Lovers
- Giacomo Puccini, Tosca - Magda Olivero, Gianfranco Cecchele, Aldo Protti, Dir. Francesco Molinari Pradelli - Genova 1975 ed. Gala
- Nino Rota, Il cappello di paglia di Firenze - Magda Olivero, Edoardo Gimenez, Mariella Devia, Dir. Elio Boncompagni - Bruxelles 1976 ed. Gala
- Gottfried von Einem, Der Besuch der alten Dame (in ital.) - Magda Olivero, Renato Cesari, Franca Tajuti, Pier Miranda Ferraro, Dir. Ettore Gracis - Napoli 1977
- Giacomo Puccini, Tosca - Magda Olivero, Luciano Pavarotti, Cornell MacNeil, Italo Tajo, Dir. James Conlon - Metropolitan Opera a Dallas 1979 ed. Mitridate Ponto
- Francesco Cilea, Adriana Lecouvreur (sel.) - Magda Olivero, Alberto Cupido, Marta Moretto, Orazio Mori; pianoforte: Carmelina Gandolfo - 1993 Bongiovanni

## Video
- Giacomo Puccini, Tosca - Magda Olivero, Alvinio Misciano, Giulio Fioravanti, regia di Mario Lanfranchi, Dir. Fulvio Vernizzi - RAI 1960 ed. Hardy Classic (DVD)/Melodram (solo audio)

## Onorificenze
- Premio Presidente della Repubblica 2008[49]
- Ambrogino d'oro 2008[50]